# Distinzione al merito rurale
La Distinzione al merito rurale era una decorazione del Regno d'Italia istituita nel 1932 per premiare gli agricoltori che avessero apportato un contributo efficace ed esemplare all'incremento dell'agricoltura nazionale.

## Storia
La decorazione venne istituita dal re Vittorio Emanuele III, col R.D. 17 novembre 1932, n. 1715.
 
Le norme regolamentari furono emesse con Decreto del Capo del Governo del 31 gennaio 1933.
Fu abolita solo nel 2010. 

## Onorificenze
Le decorazioni venivano concesse con decreto reale su proposta del Capo del governo e del Ministro per l'agricoltura e le foreste e venivano conferite il 21 aprile, festa del lavoro.

La distinzione consisteva in diplomi di prima, seconda e terza classe che davano la facoltà di fregiarsi, rispettivamente, di una stella d'oro, d'argento e di bronzo.

Ogni anno potevano essere concessi al massimo 10 diplomi di 1ª classe, 50 di 2ª classe e 250 di 3ª classe.

### Requisiti
La decorazione poteva essere concessa a tutti coloro che, a qualunque titolo, avessero prestato effettiva attività nella conduzione o direzione di aziende agricole e forestali compiendo opere di notevole miglioramento con prestazioni personali e notevoli sacrifici finanziari.

La distinzione poteva essere concessa anche a mezzadri e coloni che, con lavoro tenace ed esemplare, avessero contribuito al progresso agricolo.

La ricompensa aveva carattere di premio personale per cui erano esclusi gli amministratori di enti che non avessero prestato «effettiva opera personale».
La distinzione di 1ª classe era destinata a ricompensare benemerenze eminenti ed eccezionali; quella di 2ª classe poteva essere assegnata a coloro che avessero svolto azione particolarmente distinta sia per l'esemplarità che per l'efficacia dei risultati conseguiti mentre i diplomi di 3ª classe potevano essere assegnati a chi avesse recato, comunque, un contributo efficace ed esemplare all'incremento dell'agricoltura nazionale.

Nessuno poteva essere insignito di un diploma di grado superiore a quello conferitogli se non avesse conseguito nuove, speciali benemerenze.
Le proposte venivano esaminate da una commissione costituita presso il Ministero dell'agricoltura e delle foreste e presieduta dal ministro.

Le proposte di nomina dovevano essere presentate al Capo del governo entro il 31 marzo di ogni anno. Le proposte non riconosciute ammissibili dalla commissione non potevano essere ripresentate se non trascorsi tre anni mentre quelle non accolte solo per mancanza di disponibilità venivano riprese l'anno successivo.

### Insegne
La stella al merito rurale recava
La stella andava portata sul lato sinistro del petto con un nastro di seta di 37 mm di larghezza di colore verde, con orli d'oro di 3 mm.

In luogo della stella poteva essere portato il distintivo consistente in una striscia del nastro, alta 8 mm, recante al centro una stella d'oro, d'argento o di bronzo.
- Stella d'oro al merito rurale
- Stella d'argento al merito rurale
- Stella di bronzo al merito rurale